# Benoît Audran le Jeune
Pour les articles homonymes, voir famille Audran et Audran.
Benoît II Audran, dit « le Jeune » pour le distinguer de son oncle et parrain Benoît Audran le Vieux, né le 17 février 1698 à Paris où il est mort le 8 janvier 1772, est un graveur français.

## Biographie

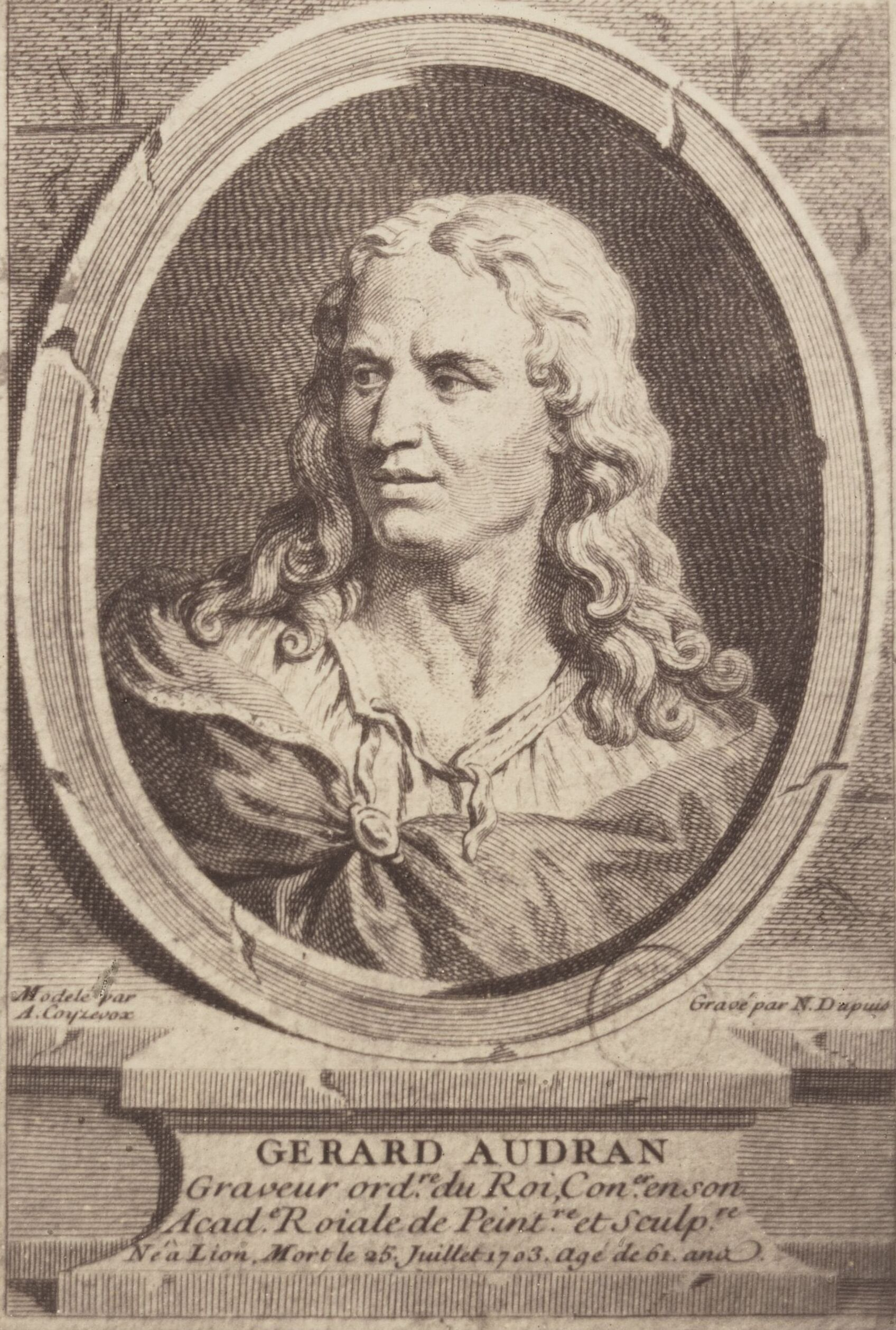
Portrait par Jean-François Armbruster, 1885.

Fils du graveur lyonnais Jean Audran, qui avait appris les éléments de son art de Gérard Audran, il fut formé  par son père qui inculqua le gout du dessin et ne le laissa se mettre à la gravure que lorsqu’il le vit en mesure d’interpréter avec intelligence les peintures qui lui seraient soumises. Jean Audran, qui avait en lui un véritable instinct de coloriste, dirigea son fils dans la voie que lui-même avait lui-même suivie et dans laquelle il avait connu le succès.
Pour le Recueil Crozat, Benoît II Audran grava une Bohémienne disant la bonne aventure d’après Le Caravage et Lot et ses filles sortant de Sodome et le Dégoût d’après Véronèse. Plus tard presque uniquement occupé de Watteau, il grava successivement d’après ce maître : l’Amour désarmé, le Retour de la chasse, le Concert champêtre, la Danse paysanne, les Amusements champêtres, le Passe-temps, Mezzetin et la Surprise et, d’après Lancret, le Printemps et le Feu. L’estampe montrant le portrait du frère Blaise, feuillant, uniquement gravé à l’eau-forte d’après de Troy, qui est une  planche de grande dimension traitée avec une franchise et une aisance que l’on rencontre rarement, même au XVIIIe siècle, donna la mesure de l’habileté d’Audran le Jeune.

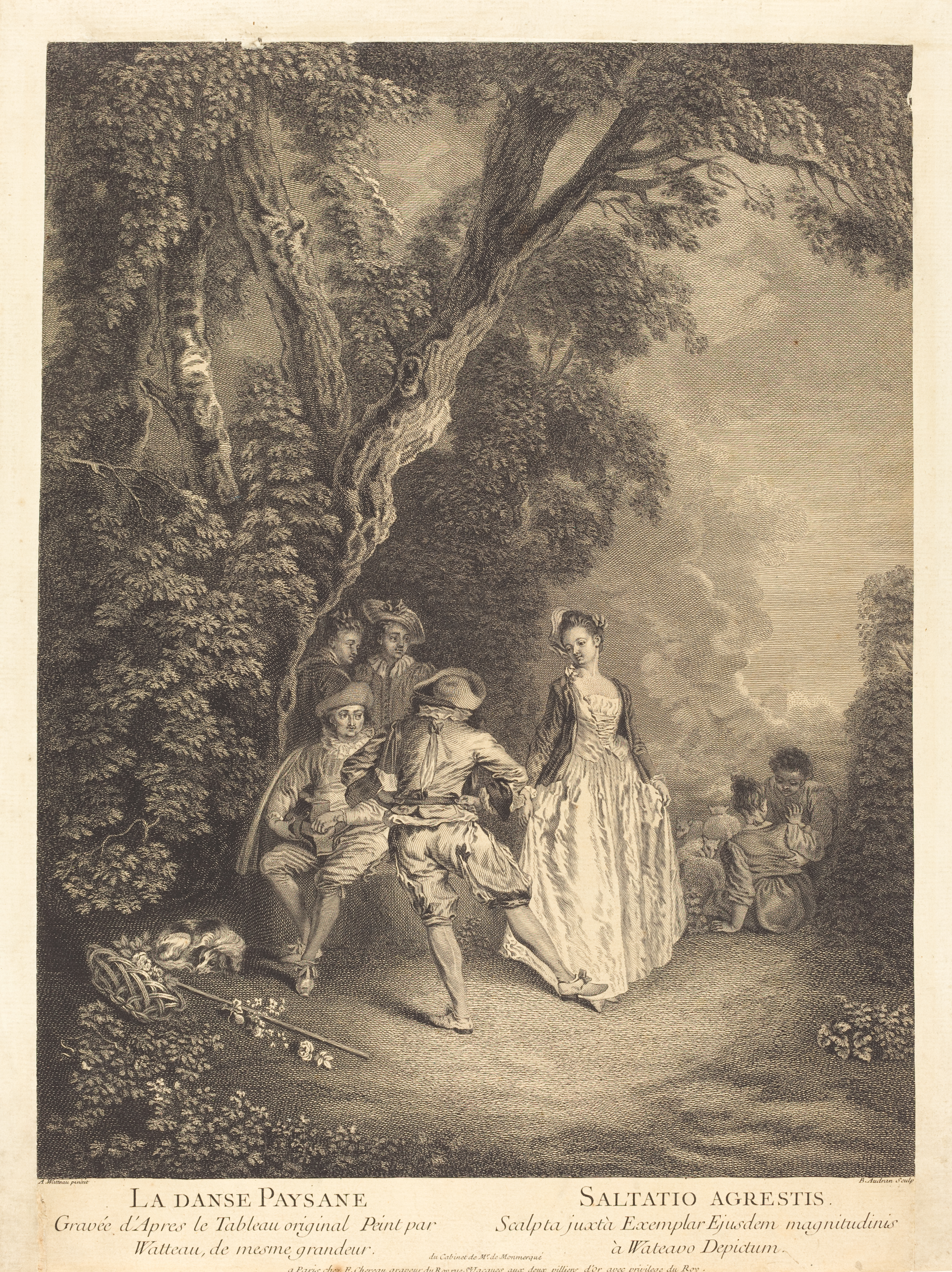
La Danse paysanne, d'après Antoine Watteau.

Tous les ouvrages de Benoît, bien plus moderne que son père et que son oncle, se distinguent par une rare aisance dans le travail et par une entente également rare de l’effet. Sa planche n’est pas surchargée de tailles car la lumière est formée par le blanc du papier qu’accompagnent quelques petits points et traits courts habilement disposés reliant les parties sombres aux parties claires. Employé avec sobriété, le burin, accentuer vient à propos certains contours que la pointe a insuffisamment accusés et aider au modelé qu’a pu négliger l’eau-forte, dont il faisait également, à la différence de ses prédécesseurs, grand emploi avec habileté. Dans sa technique, burin et eau forte se complémentent comme les différents tons sous le pinceau du peintre.

Il a gravé, pour l’Europe illustre de Michel Odieuvre, le portrait de son oncle Benoît le Vieux d’après une peinture de Vivien. Le graveur avignonnais J. Michel, qui a été son élève, a conservé les traits de Benoît le Jeune. Au-dessous de l’eau-forte de J. Michel, on lit ces vers :
Héritier des vertus et du nom des Audran,

Il partage leur gloire ; il en a le talent ;

Comme eux par le burin il anime le cuivre.

Et tandis qu’il transmet à la postérité

Ceux que par ce bel art il rend et fait revivre,

Lui-même est sûr de l’immortalité.
— Gravé et présenté le 1er janvier 1753 à M. B. Audran, par J. Michel, son élève.
Benoît II Audran avait épousé, le 15 octobre 1743, Marie-Françoise Lottin.